# Alois Gügler

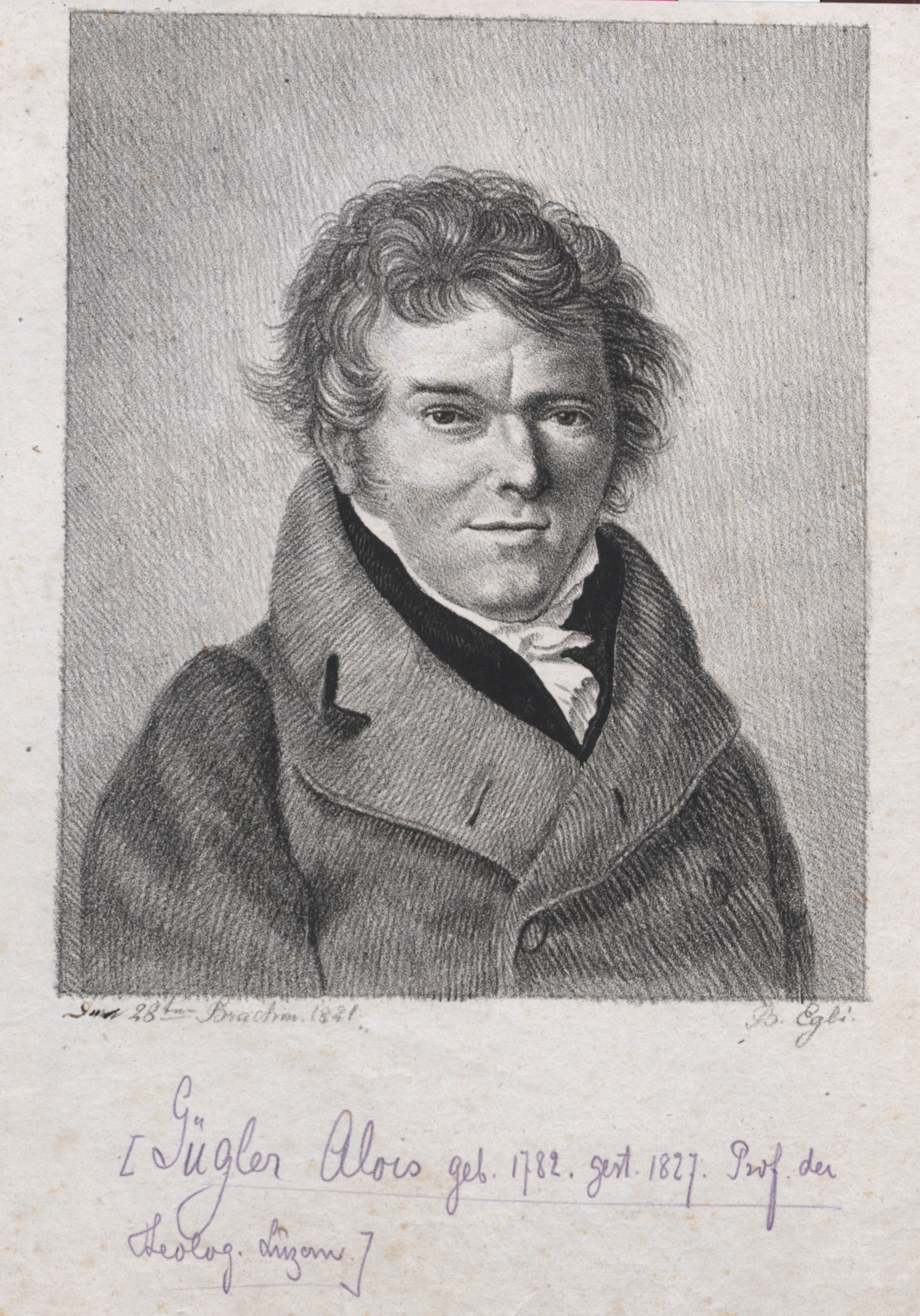
Alois Gügler in jungen Jahren

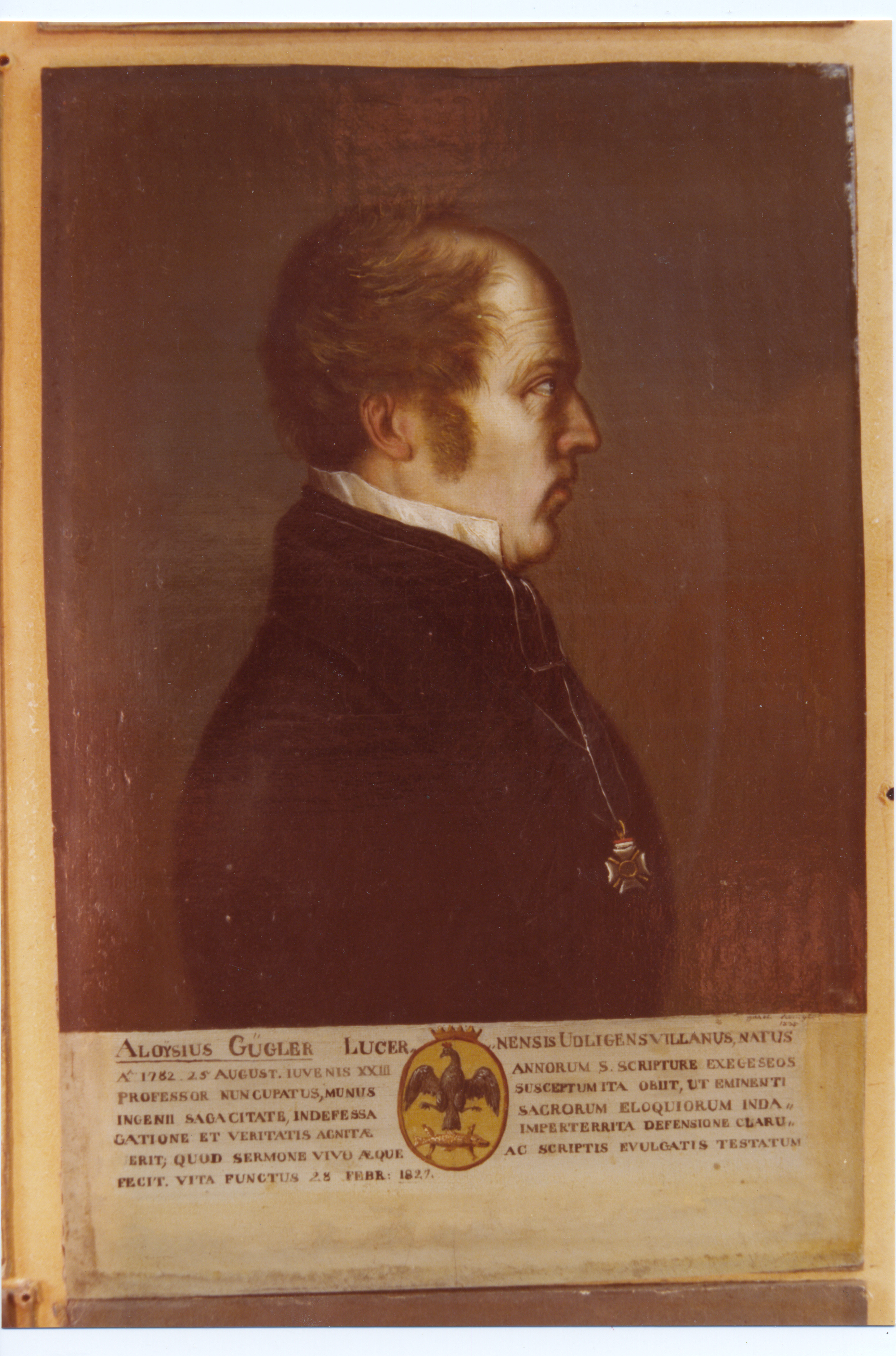
Alois Gügler als Chorherr von St. Leodegar

Joseph Heinrich Alois Gügler (auch: Joseph Heinrich Aloysius Gügler; * 25. August 1782 in Udligenswil; † 18. Februar 1827 in Luzern) war ein Schweizer katholischer Theologe und Hochschullehrer. In seinem Hauptwerk Die heilige Kunst oder die Kunst der Hebräer ist die Exegese die Kunst der Schriftauslegung und umfasst in ihrer pastoralen Dimensionen alle Bereiche des menschlichen Lebens. Sein geistiges Vermächtnis und seine bleibende Bedeutung ist das Verhältnis von Pastoral (Zeichen der Zeit) und Exegese (Heiliger Kunst), von Prophetie und Poesie im frühromantischen Horizont. Für Gügler ist jede Kunst Offenbarung und jede Offenbarung Kunst: Kunstkritik führt zur Selbsttranszendenz des Lebens.

## Leben
Alois Gügler war der einzige Sohn des Landwirtes Joseph Gotthard Gügler und seiner Frau Anna Maria Katerina Kaiser. Aufgrund der französischen Revolutionswirren gelangte er nach Petershausen bei Konstanz. Danach verbrachte er das Jahr 1801 in Solothurn und besuchte dort das Lyzeum. Seit seinem Aufenthalt im Lyzeum in Luzern (1802) verband ihn eine lebenslange Freundschaft mit Joseph Widmer, dem Herausgeber seiner nachgelassenen Schriften. Von 1802 bis 1804 studierte er an der Universität Landshut und schloss sein Studium bei Johann Michael Sailer ab. Durch diesen erschloss sich ihm der „Geist“ der Pastoral. Gügler galt als der „vollendeste Schüler Sailers“ (Michael Stadlbauer) und als erster „ausgesprochener Vertreter einer romantischen Theologie im katholischen Raum“ (Joseph Rupert Geiselmann). Im Jahr darauf (1805) wurde er vom apostolischen Nuntius Fabrizio Testaferrata in Luzern zum Priester geweiht.
Gügler bekleidete an der Höheren Lehranstalt in Luzern die Professur für Exegese (1805–1827) und von 1806 bis 1819 den Lehrstuhl für Pastoraltheologie. 1814 entstand der erste Band der Heiligen Kunst; 1817 folgte der zweite Band, 1818 der dritte Band. Gügler wollte in seiner alttestamentlichen Heiligen Kunst Herders Werk (Vom Geist der ebräischen Poesie) vollenden. Seine These lautete, dass sich die Heilsgeschichte in der Profangeschichte ereigne.
Im Jahre 1816 wurde er Chorherr von St. Leodegar in Luzern.
Die Ziffern der Sphinx, oder Typen der Zeit und ihr deuten auf die Zukunft (1819) ist wohl Güglers rätselhafteste Schrift und behandelt eine prophetische Geschichtsphilosophie und -theologie. Der Schlüssel zu diesem Werk ist die Poesie.
Alois Gügler starb am 28. Februar 1827 und wurde in der Hofgalerie von St. Leodegar beigesetzt.

## Werke
- Ueber die Feyer des äußern Gottesdienst's. Luzern 1809
- Einige Worte über den Geist des Christentums und der Literatur im Verhältnis zu den Thaddäus Müllerschen Schriften. 1810

- Chemische Analyse und Synthese des Markus Lutz von Laufelfingen, ein alchemistischer Versuch von einem Mystiker des 19.ten Jahrhunderts. Luzern 1816
- Die heilige Kunst, oder die Kunst der Hebräer. Landshut/Luzern 1814–1818
- Ziffern der Sphinx, oder Typen der Zeit und ihr Deuten auf die Zukunft. Solothurn 1819
- Hochzeit der Philhellenia und des Momus. Dramatische Rhapsodien aus dem Reiche der Träumereien. Hrsg. von M. Kaufmann, Luzern 1833
- Güglers Reden an Studierende Jünglinge über Gegenstände höherer Bildung. (Güglers nachgelassene Schriften, herausgegeben von Joseph Widmer, I. Theil), Luzern 1827
- Güglers Christliche Reden bei feierlichen Anlässen gehalten. (Güglers nachgelassene Schriften. Hrsg. von Joseph Widmer, II. Theil), Luzern 1828
- Die Darstellung und Erklärung der Heiligen Schriften aus ihnen selbst. Zweiter Theil. Darstellung der Bücher des neuen Bundes. Erste Hälfte. (Güglers nachgelassene Schriften, herausgegeben von Joseph Widmer, III. Theil), Luzern 1828
- Die Darstellung und Erklärung der heiligen Schriften aus ihnen selbst. Zweiter Theil. Darstellung der Bücher des neuen Bundes. Zweite Hälfte. (Güglers nachgelassene Schriften, herausgegeben von Joseph Widmer, IV. Theil), Sarmenstorf 1836
- Güglers anfängliche Predigten, gehalten bei verschiedenen Anlässen an das christliche Volk. (Güglers nachgelassene Schriften, herausgegeben von Joseph Widmer, V. Theil), Sarmenstorf 1837
- Güglers Privatvorträge über das Evangelium des heiligen Johannes. Erste Hälfte. (Güglers nachgelassene Schriften, herausgegeben von Joseph Widmer, VI. Theil, 1. Hälfte), Sarmenstorf 1837
- Güglers Privatvorträge über den heiligen Paulus an die Hebräer und die christliche Lehre des heiligen Augustinus, sammt einer Uebersicht der heiligen Bücher, vorzüglich des alten Bundes. (Güglers nachgelassene Schriften, herausgegeben von Joseph Widmer, VI. Theil, 2. Hälfte), Sarmenstorf 1837
- Güglers Gedichte. Erstes und zweites Bändchen. (Güglers nachgelassene Schriften, herausgegeben von Joseph Widmer, VII. Theil), Sarmenstorf 1840
- Zeichen der gegenwärtigen Zeit von Guten und Bösen, zunächst in Bezug auf die Schweiz, I. Jahrgang, Heft 1–6, herausgegeben von Gügler, Luzern 1823
- Zeichen der gegenwärtigen Zeit von Guten und Bösen, zunächst in Bezug auf die Schweiz, II. Jahrgang, Heft 1–6, fortgesetzt und herausgegeben von Segesser, Luzern 1824